# Glasites

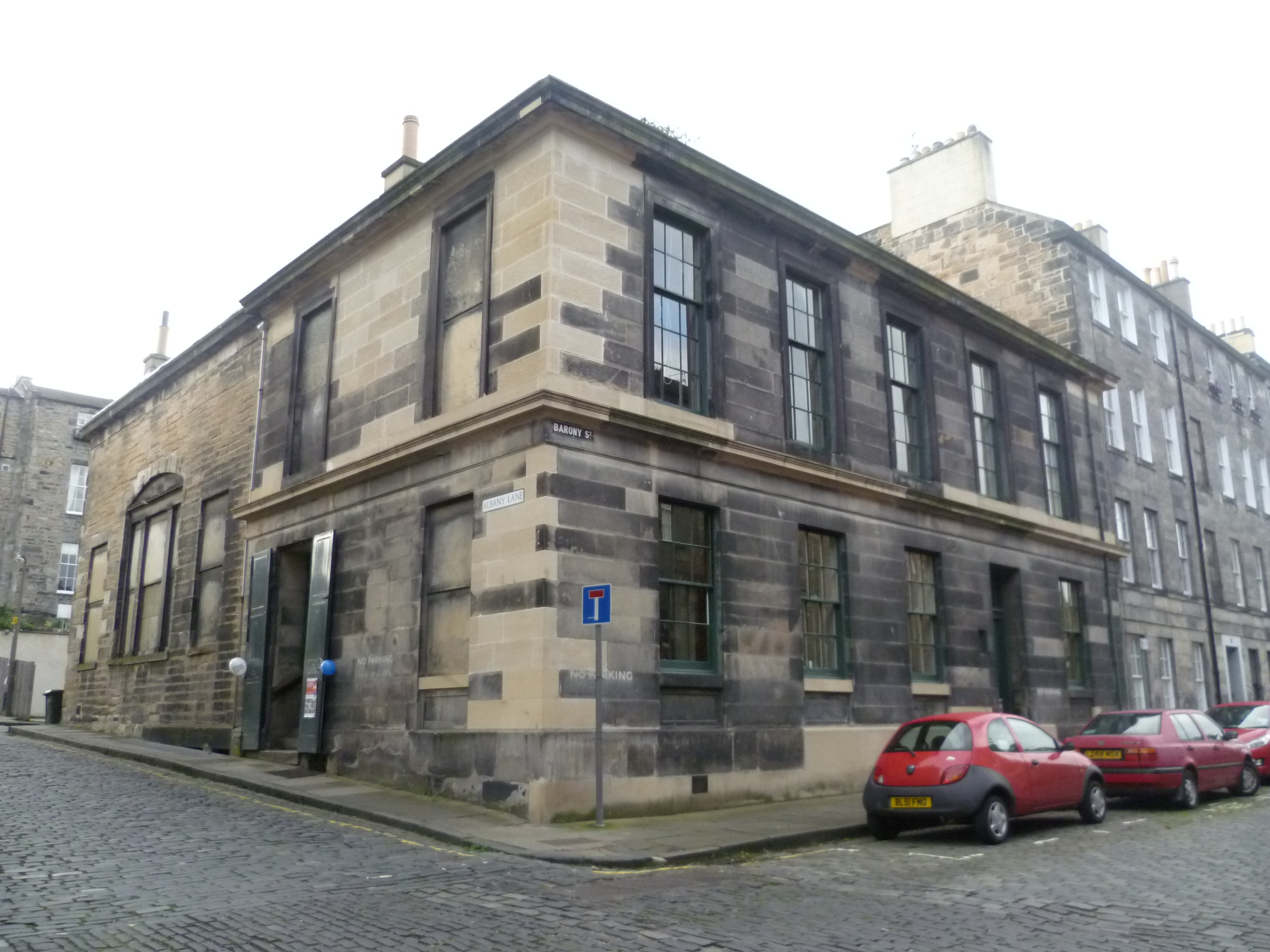
Casal glasita a Edimburg

Els glasites són una secta protestant fundada per John Glas (1695-1773) i el seu gendre Robert Sandeman (1718-1771). El 1725 formà una associació «separada de la multitud», composta d'alguns feligresos de la seva parròquia i les dels voltants, que en la seva forma de jutjar les qüestions de l'organització eclesiàstica i la jerarquia era verdaderament revolucionari.
En efecte, afirmava que en el Nou Testament no hi havia cap text que autoritzes l'existència de l'Església nacional, tal com estava establerta a Escòcia. També deia que el magistrat, com a tal, no té missió que desenvolupar en l'Església cristiana i que és una iniquitat l'usa armes polítiques i seglars com a mitjà de reforma, en lloc de la paraula de Crist.
Aquest fou l'argument de la seva obra més famosa The testimony of the King of martyrs concerning His Kingdow (Edimburg, 1727). naturalment, en veure que el nou reformador recolzava la independència de criteri amb la Sagrada Escriptura, els seus superiors jeràrquics el reconvenir-en, i com que no reculava en la seva propaganda, el suspengueren en l'exercici del seu ministeri parroquial.
La primera congregació glasita es formà, en adherir-se a la seva causa alguns ministres eclesiàstics, a Dundee, Edimburg i Perth. Observaven la primitiva costum del bes de pau i celebraven la comunió menjant junts el pa. A Perth s'ajuntaren a John el seu fill polític, Robert Sandeman, el qual, a poc a poc, fou reconegut com a cap de les esglésies i centres d'associació. Sandeman ensenyava que la sola mort de Christ, sense cap acte ni de pensament ni d'obra per part de l'home n'hi havia prou per a presentar davant Déu com a immaculat a l'home més pecador, i sostenia que la fe justificant és un simple assentiment al testimoni diví respecte de Jesucrist, sense diferir en absolut de la fe o creença en qualsevulla testimoni ordinari.

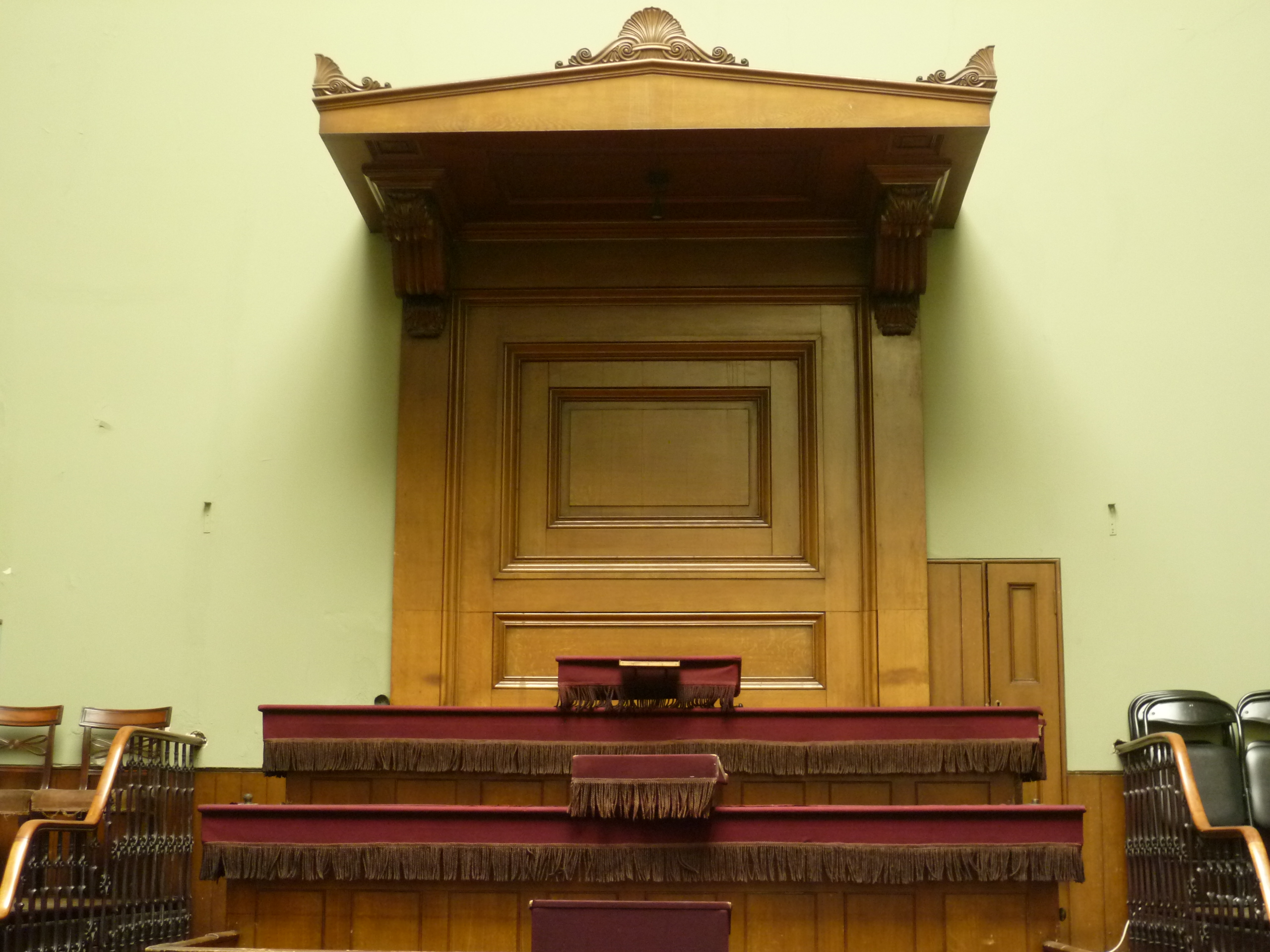
Altar d'un saló glasita a Edimburg

Amb l'ingrés de Sandeman en l'associació, aquesta prengué un matís especial, d'una còpia més exacta del tipus d'església, que Sandeman es representava, calcada sobre el Nou Testament. Els associats practicaven setmanalment, el sopar eucarístic i una festa d'amor, a la que no hi podia faltar cap dels adeptes. Aquests es rentaven uns als altres els peus. L'acumulació de riquesa es tenia per cosa contrària a l'Evangeli, i, pel mateix, prohibida pel codi de l'associació, i cadascun dels seus membres considerava el que posseïa com a cosa expropiable per atendre a les necessitats dels pobres i de l'església o congregació.
Fora d'això, reparaven en certs usos i costums que creien contraris a l'Evangeli, no certament amb l'esperit hipòcrita dels fariseus del temps de Jesucrist, sinó més aviat guiats per un fanatisme, molt natural dintre de la confessió protestant, basada en el lliure examen i interpretació de la Bíblia.
Els glasites no arribaren a desenvolupar-se gaire; a Escòcia, el país on feren primerament la seva campanya s'arribaren a contar 12 centres, a més d'alguns altres a Anglaterra i Amèrica.
Posteriorment les comunitats més rígides s'extingiren, ingressant la major part dels seus individus en les esglésies escoceses congregacionals o baptistes.